# Johann Julius Walbaum
Johann Julius Walbaum (Wolfenbüttel, 30 juni 1724 – Lübeck, 21 augustus 1799) was een Duits arts, natuuronderzoeker en taxonoom. 
Walbaum was een van de oprichters van het in Lübeck gevestigde Gesellschaft zur Beförderung gemeinnütziger Tätigkeit, dat nog steeds bestaat. Hij had een groot rariteitenkabinet en werd bekend door zijn publicaties over vissen en schildpadden. Hij beschreef voor het eerst vele, tot dan toe onbekende vissoorten, zoals die welke hij aantrof in de rivier de Kamtsjatka in Siberië en de São Francisco in Brazilië, en legde grote collecties aan. Het natuurhistorisch museum in Lübeck (Museum für Umwelt und Natur Lübeck) werd in 1893 geopend en de collectie was voornamelijk gebaseerd op Walbaums uitgebreide wetenschappelijke verzamelingen. Deze collectie is in de Tweede Wereldoorlog verloren gegaan.
In de ichtyologie is zijn belangrijkste bijdrage de heruitgave van het boek Ichthyologia van Peter Artedi (1705-1735). Hij voegde daar actuele beschrijvingen aan toe en hij hernoemde bovendien een aantal reeds bekende soorten volgens de taxonomische criteria van Carl Linnaeus. Het boek beschrijft bijna tweehonderd nieuwe soorten, waarvan de namen van 43 daarvan nog steeds van kracht zijn.

## Taxa
Enkele van de door Walbaum beschreven vissoorten zijn: 
- Archosargus probatocephalus – Schaapskopbrasem
- Oncorhynchus keta – Chumzalm
- Oncorhynchus gorbuscha – Roze zalm
- Oncorhynchus nerka – Rode zalm
- Oncorhynchus tshawytscha – Chinookzalm
- Oncorhynchus mykiss – Regenboogforel
- Scomberesox saurus – Makreelgeep

Zijn afkorting als zoölogisch auteur is "Walbaum".

## Publicaties
- Disputatio … de venae sectione, 1749
- Index pharmacopolii completi cum calendario pharmaceutico, 1767–69
- Beschreibung von vier bunten Taubentauchern und der Eidergans, 1778
- Chelonographia oder Beschreibung einiger Schildkröten nach natürlichen Urbildern, 1782
- Petri Artedi renovati pars I et II, i.e. Bibliotheca et Philosophia Ichthyologica, 1789
- Petri Artedi sueci genera piscium, 1792.

- Bibliothèque nationale de France: cb10679168q (data)
- CiNii: DA08906362
- Gemeinsame Normdatei: 124324924
- International Standard Name Identifier: 0000 0000 8384 1171
- Library of Congress Control Number: n85153829
- Nationale Bibliotheek van Tsjechië: mzk2008468990
- Nederlandse Thesaurus van Auteursnamen: 131157965
- Système universitaire de documentation: 23631601X
- Virtual International Authority File: 55077701
- WorldCat: E39PBJqvTXcTyGYpQmW7G4jt8C